# Armada de Kenia
La Armada de Kenia es la rama naval de las Fuerzas de Defensa de Kenia. Su sede central está en Mombasa. La Armada de Kenia tiene bases navales en Mombasa, Shimoni, en el Condado de Kwale, en Msambweni, en Malindi, en el Condado de Kilifi, y desde 1995, tiene una base naval situada en la Isla Manda, en el Archipiélago de Lamu.

## Historia
La Armada de Kenia se creó el 12 de diciembre de 1964, exactamente un año después de la independencia de Kenia. Esta había sido precedida por la Marina Real Colonial del África Oriental (en ingles británico: Royal East African Navy). 
Tras la disolución de la Armada colonial en 1962, los puertos marítimos proporcionaron el control de las operaciones navales en las antiguas colonias de África Oriental, hasta que los estados independientes establecieron sus propias armadas nacionales.
En 2010, se reportó que el Comando de Guerra Especial Naval de la Armada de los Estados Unidos ayudó en la creación de una nueva unidad especial de la Armada de Kenia. 
El 4 de septiembre de 2012, la Armada keniata bombardeó la ciudad somalí de Kismaayo. El bombardeo naval fue parte de una ofensiva de la Unión Africana para capturar la ciudad de Kismaayo, que había sido tomada por los militantes de la juventud combatiente de Al-Shabaab durante la Guerra Civil Somalí. El puerto fue bombardeado dos veces y el aeropuerto tres veces. Según un informe de la ONU, la exportación de carbón a través del puerto de Kismaayo, era una importante fuente de ingresos para el grupo yihadista Al-Shabaab. 

## Embarcaciones
| Clase          | Fotografía | País de origen | Tipo                    | Unidades |
| -------------- | ---------- | -------------- | ----------------------- | -------- |
| Clase Harambee |            | Francia        | Buque patrullero        | 1        |
| Clase Shupavu  |            | España         | Buque patrullero        | 2        |
| Clase Mamba    |            | Reino Unido    | Buque patrullero        | 1        |
| Clase Defender |            | Estados Unidos | Buque patrullero        | 5        |
| Clase Nyayo    |            | Reino Unido    | Lancha rápida de ataque | 2        |